# Cửa khẩu Namsoi
Cửa khẩu Namsoi hay cửa khẩu Namsoy, cửa khẩu Nậm Xôi là cửa khẩu quốc tế đường bộ tại vùng đất ban Na Mang huyện Viengxay tỉnh Huaphanh, CHDCND Lào .
Cửa khẩu Namsoi thông thương với cửa khẩu Na Mèo 20°17′49″B 104°37′21″Đ / 20,296873°B 104,62238°Đ ở vùng đất bản Na Mèo, xã Na Mèo huyện Quan Sơn, tỉnh Thanh Hóa, Việt Nam .
Cửa khẩu Namsoi ở điểm cuối Quốc lộ 6 (Lào), nối với Quốc lộ 217 Việt Nam. Tên cửa khẩu đặt theo tên dòng nậm Xôi ở biên giới Lào - Việt Nam.
Ngày 5/4/2004 chính phủ hai nước Việt Nam và Lào đã tổ chức khai trương cặp cửa khẩu quốc tế Na Mèo - Namsoi .

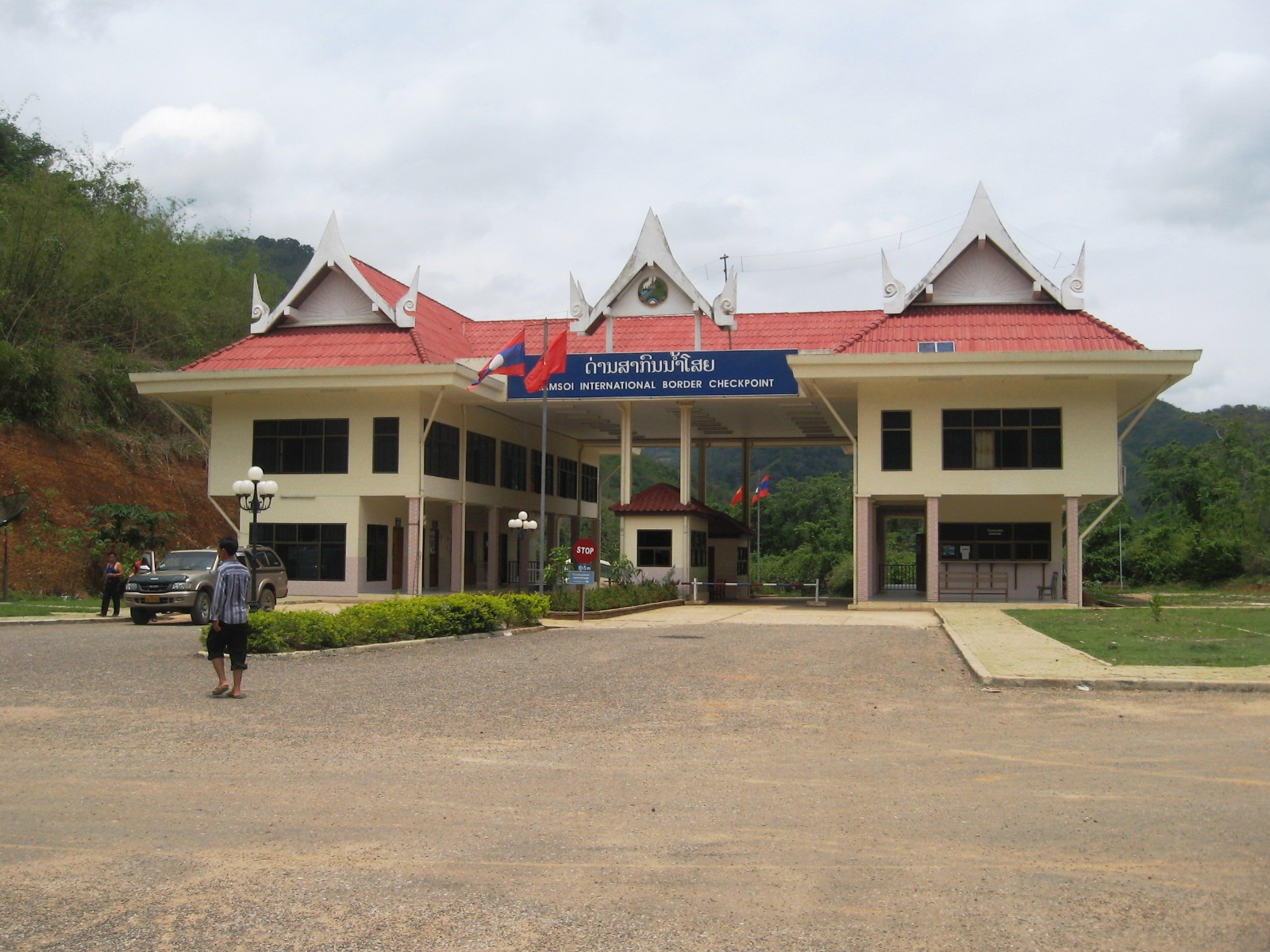
Cửa khẩu Namsoi
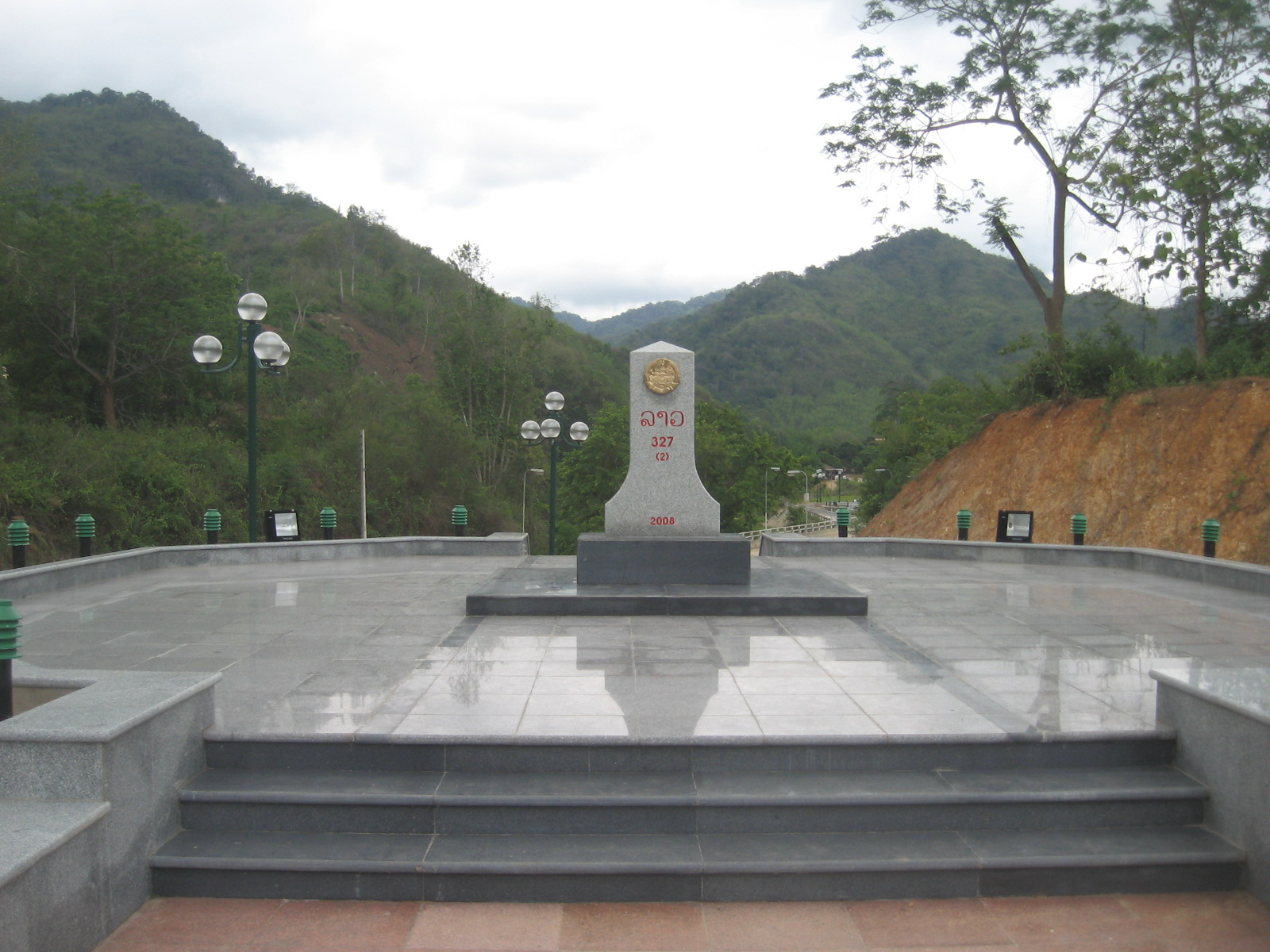
Cột mốc biên giới phía Lào
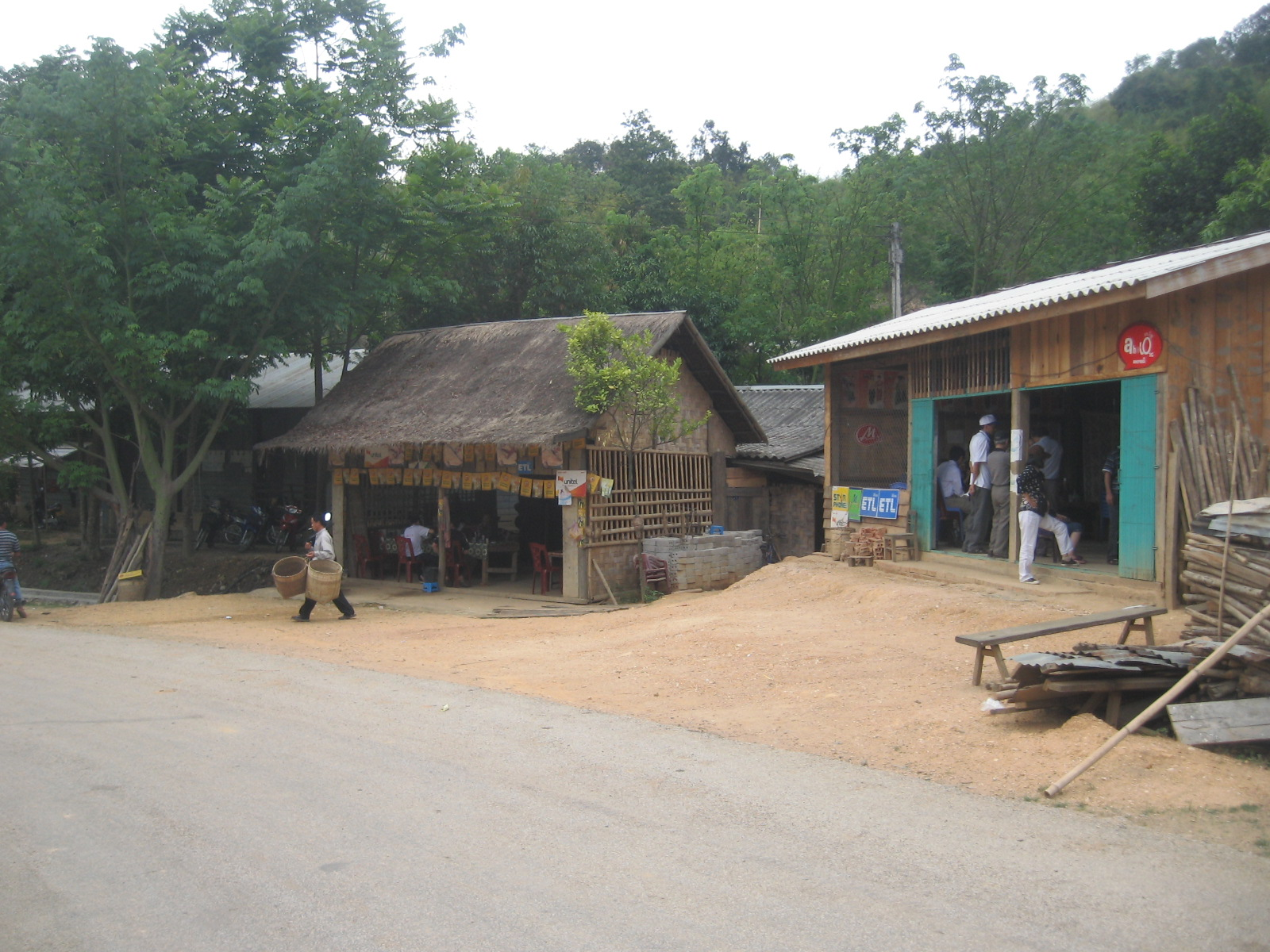
Dân cư phía Lào
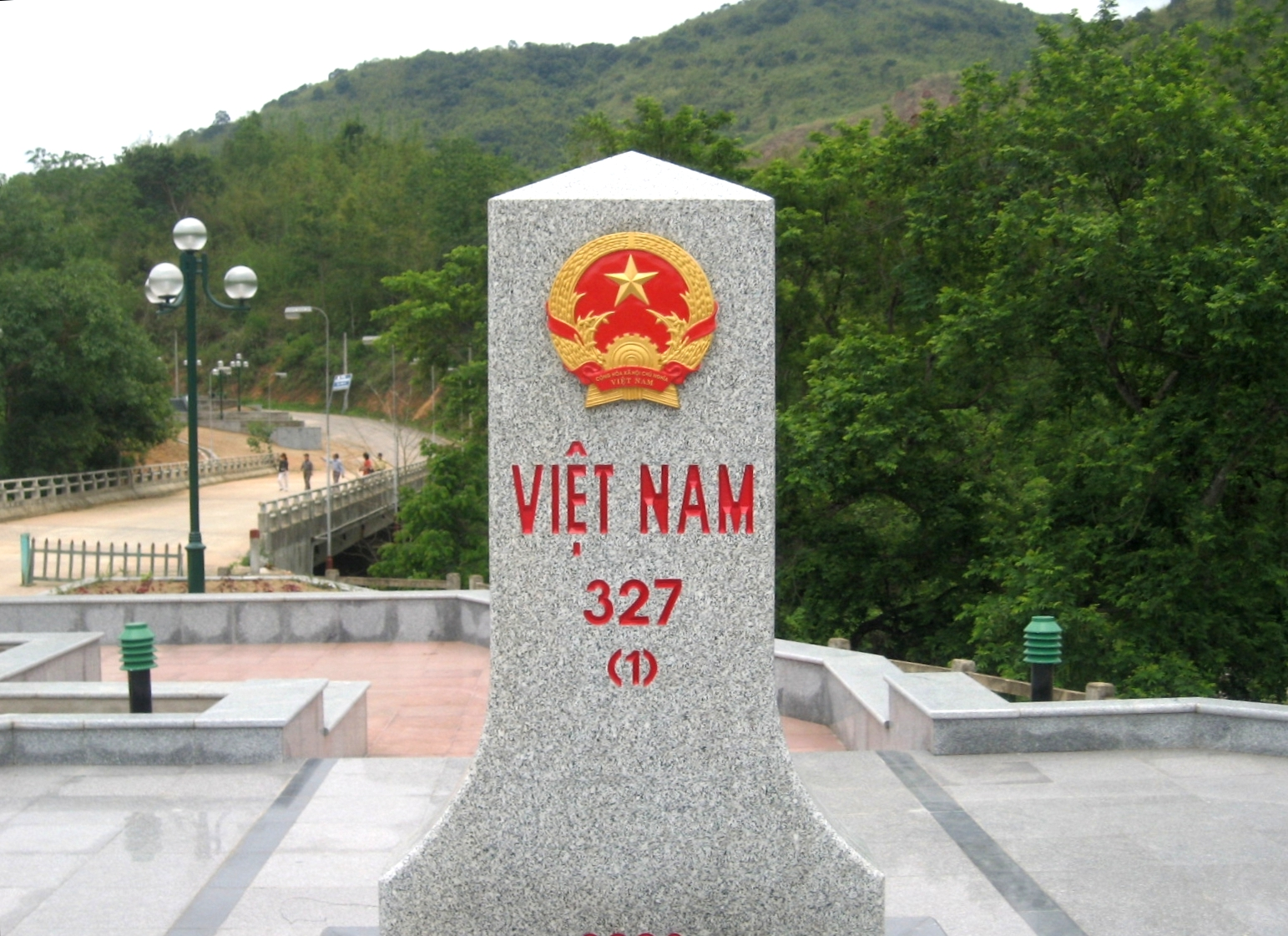
Cột mốc biên giới phía Việt Nam
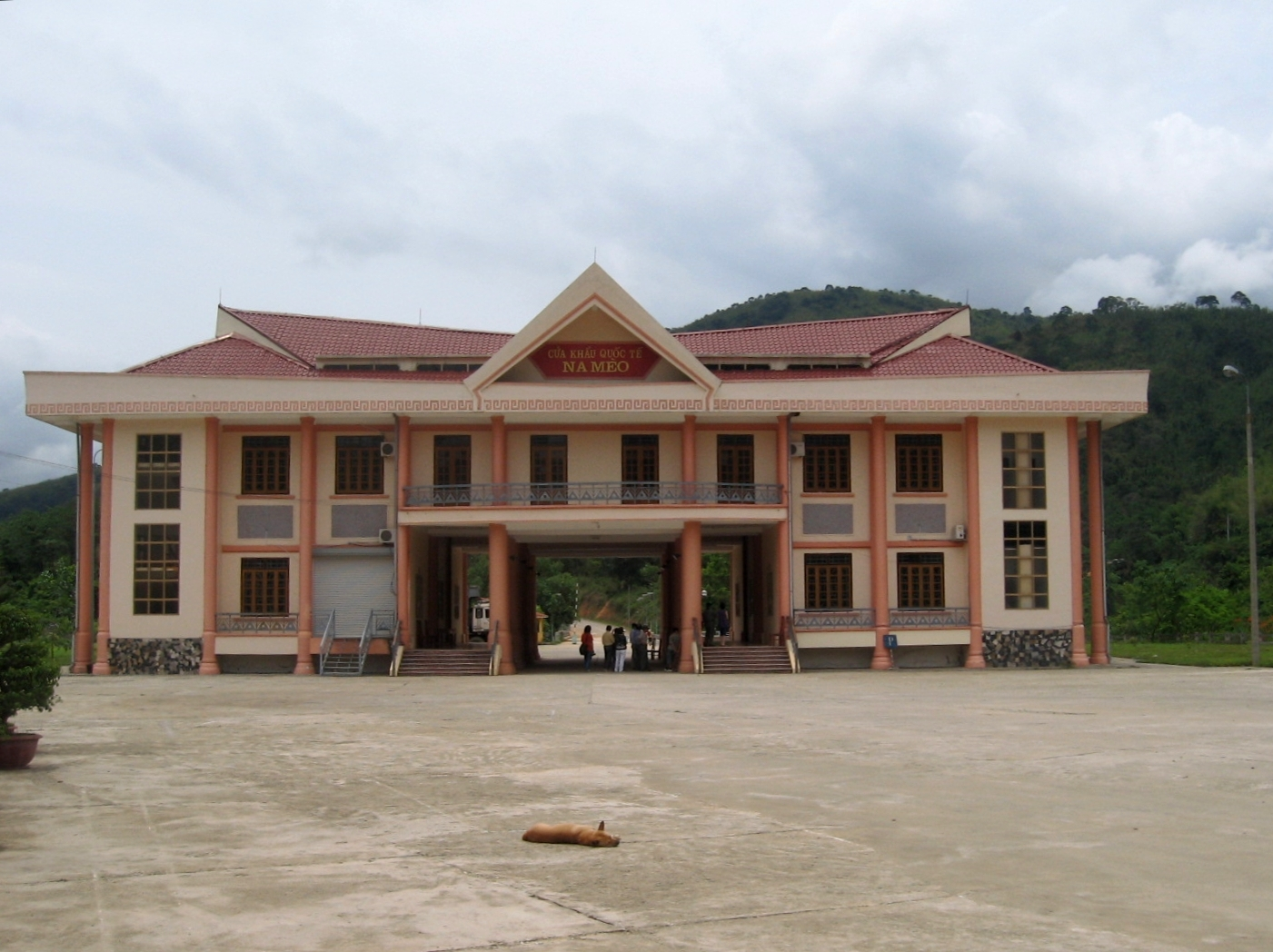
Cửa khẩu Na Mèo